# Platonismo (literatura)

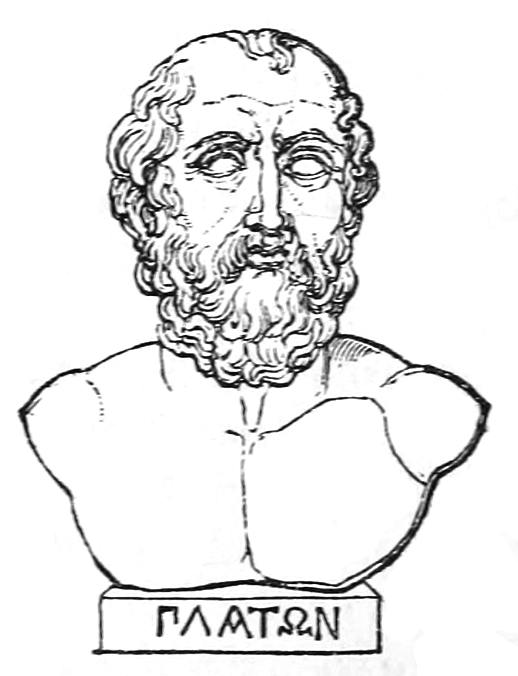
Ilustración de Platón, Smith, William, 1813-1893.

El platonismo es, dentro de la literatura renacentista, una filosofía amatoria nueva que se superpone al amor cortés en el petrarquismo para dar una nueva visión del acto amoroso.
Autores como Pietro Bembo, Marsilio Ficino, Baltasar de Castiglione o Leone Hebreo, a partir de Francesco Petrarca, redescubren la figura de Platón para darle a sus ideas una dimensión actualizada dentro de la lírica del siglo XVI. Estos neoplatónicos reelaboraron lo expuesto por Platón principalmente en los diálogos Banquete y Fedro. En estas obras interpretan que Platón considera el amor como algo abstracto, que es el deseo de alcanzar el Bien, que sería el estado en que más se acerca el hombre a la verdad. Para Platón el amor carnal sería el menos perfecto y el amor intelectual la categoría que más se acerca al Bien. Así hablamos de amor platónico para referirnos a aquel que es puro, sin que la carne lo corrompa (mal utilizado cuando se habla del que no se puede consumar).
Esto se cristianiza en el Renacimiento, al aplicar esta teoría a las relaciones amado-amada: el amor ya no es el deseo de acercarse al Bien, sino a Dios, al ser la naturaleza, y por tanto la mujer, un reflejo de la divinidad.
- Datos: Q7202432
- Citas célebres: Platónico